# Kadaschowski-Münzhof

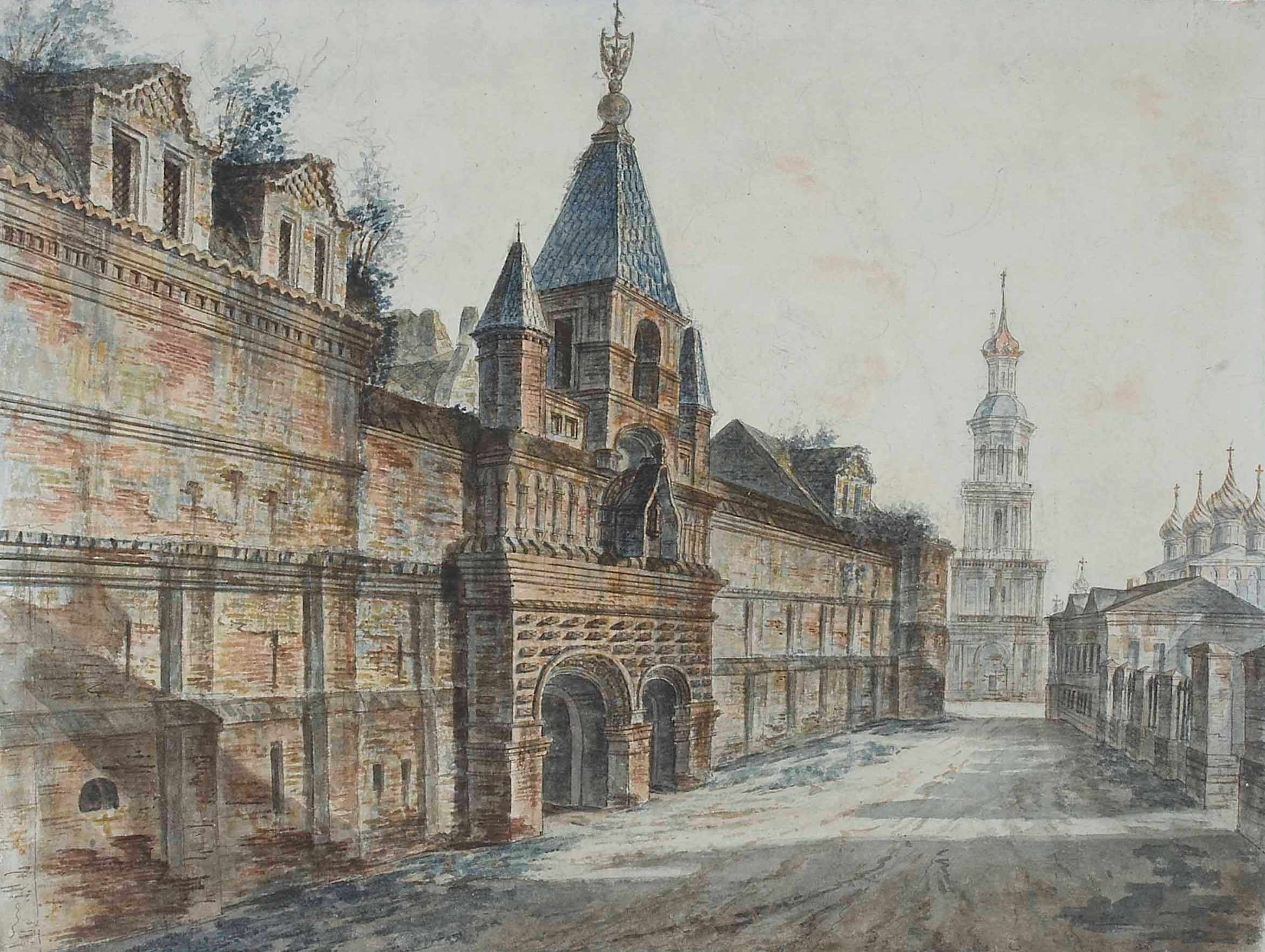
Kadaschowski-Münzhof in Moskau

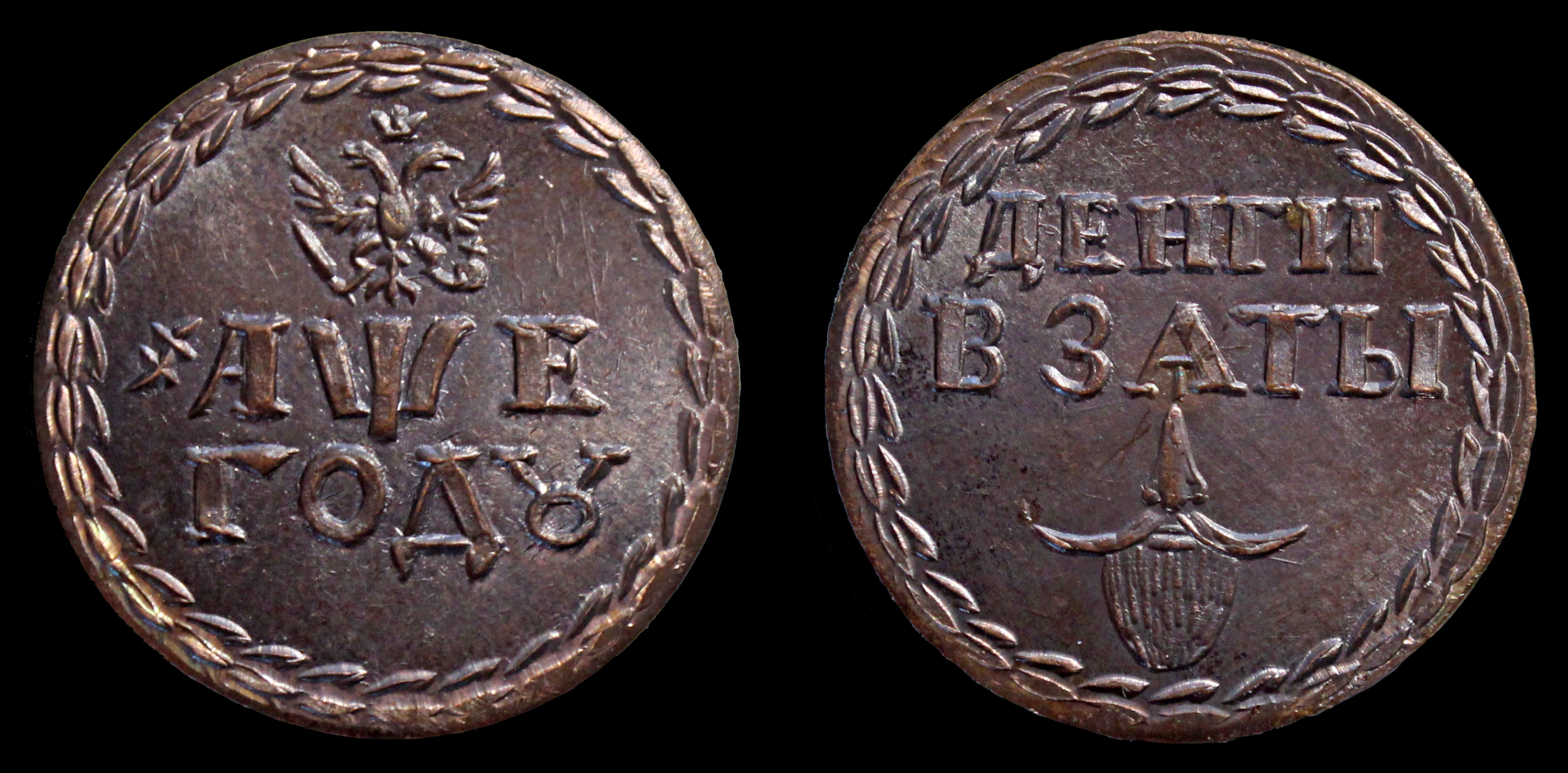
Replik einer Bartsteuermarke von 1705

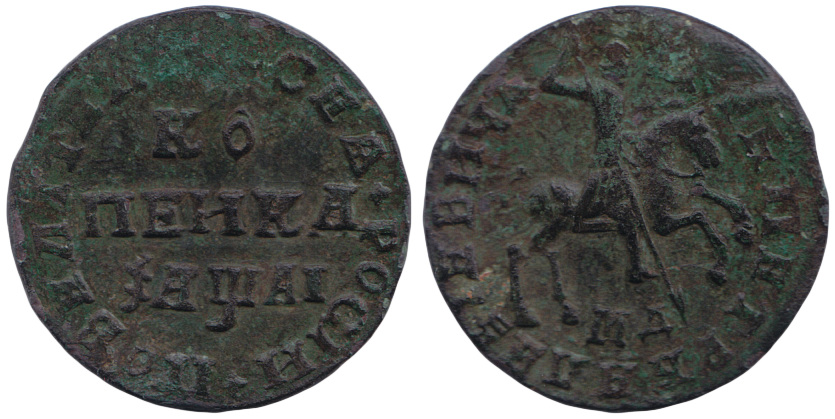
1-Kopeken-Münze von 1711

Der Kadaschowski-Münzhof in Moskau war von 1701 bis 1737 eine der staatlichen russischen Münzprägeanstalten und zeitweise Hauptprägestätte des Landes.

## Geschichte
Bis zum 18. Jahrhundert gab es in Moskau noch mehrere Münzhöfe. Auf dem Gebiet des Kadaschowski-Münzhofes befand sich seit dem Anfang des 16. Jahrhunderts das Handwerker-Dorf Kadaschowo. Seit 1622 wurde in der Siedlung in großem Umfang Leinenproduktion betrieben. Neben Webern die den Zarenpalast belieferten, siedelten sich dort auch Juweliere und Künstler an. Im Zuge der Petrinischen Reformen richtete Zar Peter I. 1701 dort in einer zuvor als Weberei genutzten baufälligen Gelände einen Münzhof ein, in dem Kupfer-, Silber- und Dukatenmünzen, daneben auch Medaillen und Bartsteuermarken geprägt wurden.
Der neue Silberrubel richtete sich im Rau- und im Feingewicht an die westeuropäischen Talermünzen und wurde so dem internationalen Zahlungsverkehr angepasst. 1724 ließ Zar Peter in Sankt Petersburg einen neuen Münzhof bauen, den man 1876 zum einzigen Münzhof Russlands erklärte. Die Produktion im Kadaschowski-Münzhof wurde 1737 eingestellt und der Betrieb 1738 nach Sankt Petersburg verlegt. Heute befindet sich auf dem Areal der Christi-Auferstehungs-Kirche zu Kadaschi das Museum Kadaschowskaja Sloboda, in dem u. a. auch Münzen aus dieser Epoche ausgestellt sind.